# 王培藷
王培藷，OBE、太平紳士，英文：Eleanor Wong，香港女工业家，社会活动家。现为香港紡織業聯會理事會名譽會長。

## 生平
生于上海香港纺织业世家王統元家族，祖籍宁波，祖父王啟宇为中国近代棉纺织工业先驱，父亲王統元为香港纺织大王之一。
1977年，被委任为香港貿易發展局成員。曾出任香港貿易發展局成衣業諮詢委員會主席。曾任香港總商會董事會董事和諮議會成員。1984年至1987年，任香港政府大學及理工教育資助委員會委員。1986年，任香港管弦協會會員，香港芭蕾舞蹈團婦女委員會委員。1994年，委任为香港演藝學院院會的銀終身會員。1991年，任香港公益金副贊助人。1993年，委任为美國紐約康奈尔大学属下著名分子生物学和癌症研究机构紀念斯隆-凱特琳癌症中心主席团（President’s Council）成员。
是香港威爾斯親王醫院长期赞助人。今香港青年协会的王培藷博士藝術學習獎勵計劃以其命名。 潮陽百欣小學的王培藷藝術獎勵計劃獎學金也以其命名。

## 荣誉
- 1984年，獲委為香港太平紳士[3]
- 1986年，獲頒授大英帝國官佐勳章[3]
- 2001年，获香港中文大学荣誉社会学博士学位[5]